# Medelhavsros
Medelhavsros (Rosa sempervirens)  är en art i familjen rosväxter och förekommer naturligt i Medelhavsområdet. Arten är tveksamt härdig i Sverige, men är ursprunget till sortgruppen sempervirensrosor (R. Sempervirens-Gruppen), där vissa odlas i Sverige. Ibland förväxlas arten med fältros (R. arvensis). 
Blomman är vit.

## Synonymer
Ripartia sempervirens (L.) Gand.
Rosa amansii Gand. nom. illeg.
Rosa amici Gand.
Rosa arvensis var. prostrata (DC.) Thory
Rosa atrovirens Viv.
Rosa aunisiensis Fouill.
Rosa balearica Desf. nom. inval.
Rosa balearica Dum.Cours.
Rosa engolismensis Déségl. & Guillon
Rosa gandogeriana Debeaux
Rosa irregularis Déségl. & Guillon
Rosa media A.B.Martins
Rosa prostrata DC.
Rosa prostrata var. obtusiuscula Martrin-Donos
Rosa scandens Mill.
Rosa sempervirens proles subgallicoides Rouy & E.G.Camus
Rosa sempervirens subsp. microphylla (DC.) Arcang.
Rosa sempervirens subsp. scandens (Mill.) Arcang.
Rosa sempervirens var. denticulata Duffort
Rosa sempervirens var. gandogeriana (Debeaux) Nyman
Rosa sempervirens var. martrinsiana Rouy & E.G.Camus nom. illeg.
Rosa sempervirens var. micrantha Rouy & E.G.Camus
Rosa sempervirens var. microphylla DC.
Rosa sempervirens var. minor Guss.
Rosa sempervirens var. obtusata Rouy & E.G.Camus
Rosa sempervirens var. prostrata (DC.) Desv.
Rosa sempervirens var. scandens (Mill.) Poir.
Rosa sempervirens var. serrata Rouy & E.G.Camus
Rosa sempervirens var. submoschata Rouy & E.G.Camus